# Кузбасское сельское поселение
Кузба́сское сельское поселение — упразднённое муниципальное образование в Прокопьевском районе Кемеровской области. Административный центр — посёлок Октябрьский.

## История
Кузбасское сельское поселение образовано 17 декабря 2004 года в соответствии с Законом Кемеровской области № 104-ОЗ.

## Население
| 2010  | 2011  | 2012  | 2013  | 2014  | 2015  | 2016  |
| ----- | ----- | ----- | ----- | ----- | ----- | ----- |
| 2475  | ↘2468 | ↘2427 | ↘2281 | ↘2241 | ↘2205 | ↗2224 |
| 2017  | 2018  | 2019  |       |       |       |       |
| ↘2186 | ↘2156 | ↘2110 |       |       |       |       |

## Состав сельского поселения
| № | Населённый пункт | Тип населённого пункта          | Население |
| - | ---------------- | ------------------------------- | --------- |
| 1 | Антоновка        | деревня                         | 77        |
| 2 | Котино           | село                            | 830       |
| 3 | Кыргай           | деревня                         | 38        |
| 4 | Лукьяновка       | деревня                         | 115       |
| 5 | Майский          | посёлок                         | ↘0        |
| 6 | Октябрь          | посёлок                         | 97        |
| 7 | Октябрьский      | посёлок, административный центр | 537       |
| 8 | Соколово         | село                            | 388       |
| 9 | Тыхта            | посёлок                         | 180       |